# Port de Deltebre
El port de Deltebre és un port pesquer i esportiu del municipi de Deltebre (Baix Ebre), situat a la riba esquerra del riu Ebre, prop de la seva desembocadura, al delta de l'Ebre. N'és el titular l'organisme de Ports de la Generalitat. És l'únic port fluvial de Catalunya. Construït l'any 2003, consta d'un dic i 6 molls, amb 456 metres lineals de molls. La bocana té un calat de 3 metres.

## Dàrsena pesquera
La dàrsena pesquera ocupa el moll de Ponent i el moll de la Ribera. Gestionada per la Confraria de Pescadors 'Sant Joan' de Deltebre, disposa de 32 vaixells de pesca. El 2023 es va construir la llotja, per a la venda del peix.

## Dàrsena esportiva
La dàrsena esportiva ocupa el moll de Llevant, amb 159 amarradors, per eslora de fins a 6 metres. Gestionada pel Club Nàutic Riumar, la seva activitat principal és la pesca esportiva.